# 新高阿里山国立公園

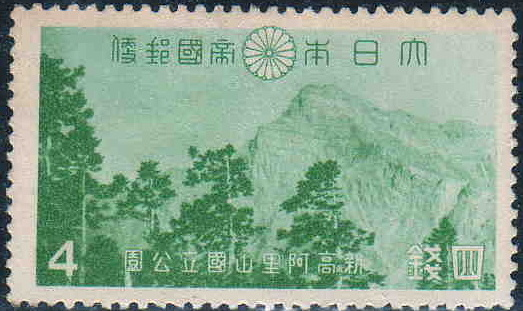
新高山（玉山）を描く日本切手（1941年発行）

新高阿里山国立公園（にいたかありさんこくりつこうえん）は、日本統治時代の台湾中央部に存在した日本の国立公園である。現在は玉山国家公園及び阿里山国家風景区に指定されている。
東アジア随一の高峯である玉山（日本統治時代の名称は新高山）や、阿里山のヒノキ、登山鉄道等が、特に目玉となっている。詳細については、各山の記事を参照されたい。

## 歴史
- 1937年12月27日 - 新高・阿里両山一帯が、日本の国立公園に指定される。
- 1945年 - 日本の敗戦により、台湾が中華民国統治下に置かれるとともに新高阿里山国立公園が廃止。
- 1985年4月6日 - 玉山一帯が、台湾の国家公園（日本の国立公園に相当）に指定される。
- 2001年 - 阿里山一帯が、台湾の国家風景区（日本の国定公園に相当）に指定される。

## 交通
- 阿里山森林鉄路
- 台18線（台湾省道18号）
- 台20線（台湾省道20号）
- 台21線（台湾省道21号）

## 関連区域
昭和12年（1937年）当時
- 台中州
  - 新高郡:蕃地
- 台南州
  - 斗六郡:古坑庄
  - 嘉義郡:小梅庄、竹崎庄、蕃地
- 高雄州
  - 旗山郡:蕃地
- 台東庁
  - 関山郡（中国語版）:蕃地
- 花蓮港庁
  - 玉里郡（中国語版）:蕃地